# Consensus (diritto)
Il Consensus è una pratica diffusasi in seno alle Nazioni Unite per evitare che il processo decisionale sia pregiudicato dalla necessità di conseguire unanimità di difficile approdo. Il Consensus o Consenso è altresì espressamente previsto nell'Accordo istitutivo dell'Organizzazione Mondiale del Commercio (art. IX) e nel Trattato sull'Unione europea (art. 15.4).  

## Modalità
Trattasi di un'approvazione di una determinata risoluzione senza una votazione formale tramite una dichiarazione in precedenza concertata tra gli Stati e il presidente a capo dell'Organo in questione che riconosce semplicemente l'accordo tra i membri. L'accordo generalizzato è constatato dal presidente dell'organo interessato mediante la formula "Is there any objection? If not, it is so approved" [C'è qualche obiezione? Se no, è così approvato].
Questa pratica è stata criticata da ampia dottrina per alcuni aspetti: ad esempio i contenuti vaghi e spesso di compromesso. La ricerca della volontà del collegio, che approva in tal modo la risoluzione, si sposta quindi sulla lettura delle dichiarazioni lasciate a verbale dalle varie delegazioni presenti.